# موش پروازی

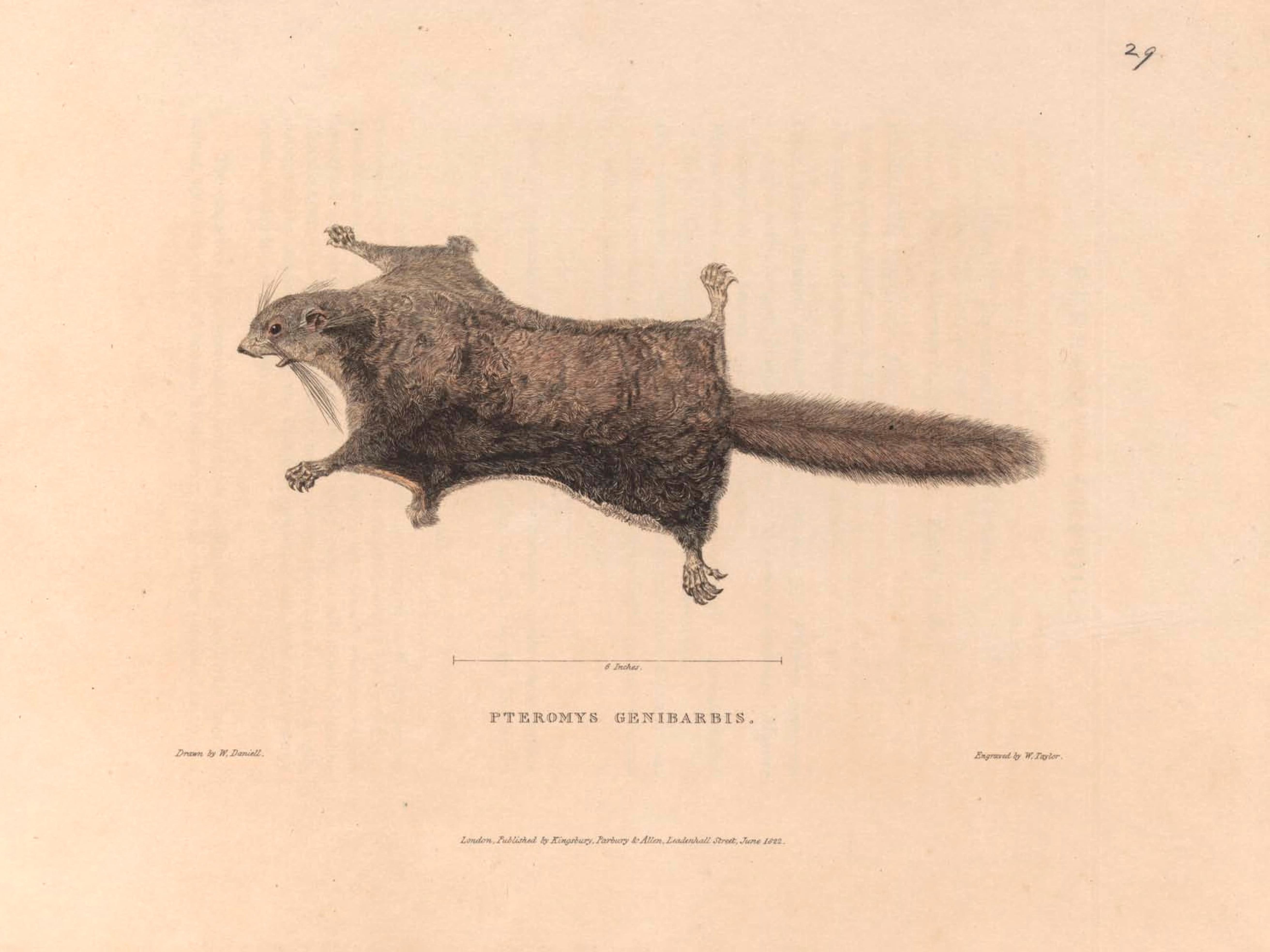

موش پروازی (نام علمی: Petinomys) نام یک سرده از تبار سنجاب پرنده است.

## گونه‌ها
- سنجاب پرنده باسیلی (Petinomys crinitus)
- سنجاب پرنده کوچک (Petinomys fuscocapillus)
- سنجاب پرنده سیبیلو (Petinomys genibarbis)
- سنجاب پرنده هیگن (Petinomys hageni)
- سنجاب پرنده سیبروت (Petinomys lugens)
- Mindanao Flying Squirrel (Petinomys mindanensis)
- سنجاب پرنده پیکانی (Petinomys sagitta)
- سنجاب پرنده تمینک (Petinomys setosus)
- سنجاب پرنده فوردرمان (Petinomys vordermanni)